# Walt Disney World Resort
El Walt Disney World Resort, también conocido como Disney World, es un complejo turístico famoso por sus parques temáticos y numerosos hoteles. El complejo es operado por Walt Disney Parks, Experiences and Products y propiedad de The Walt Disney Company.
La construcción empezó en 1967, menos de un año después de la muerte de Walt Disney. El 1 de octubre de 1971, abrió sus puertas el parque conocido como Magic Kingdom; luego se añadieron al complejo los parques temáticos Epcot, Disney's Hollywood Studios y Disney's Animal Kingdom.
Además de los cuatro parques temáticos principales, el complejo cuenta con dos parques acuáticos, seis circuitos de golf, un complejo deportivo, dos centros comerciales, veinticuatro hoteles de Disney, numerosas tiendas, y restaurantes. El área total de la propiedad tiene 12 000 hectáreas (como la ciudad de San Francisco) y es el complejo de parques temáticos más grande del mundo, a pesar de que en la última década se han vendido grandes extensiones de terreno para conjuntos residenciales y otros proyectos, incluyendo el terreno ahora ocupado por la ciudad de Celebration, construida y administrada por Disney.
Se puede acceder al complejo a través de la carretera interestatal 4, por medio de la salida 62B (World Drive), 64B (US 192 West), 65B (Osceola Parkway West), 67B (SR 536 West) y 68 (SR 535 North). Además, en 2006 se abrió una nueva entrada a través de la salida 8 de la State Road 429, conocida como Western Expressway.

## Historia

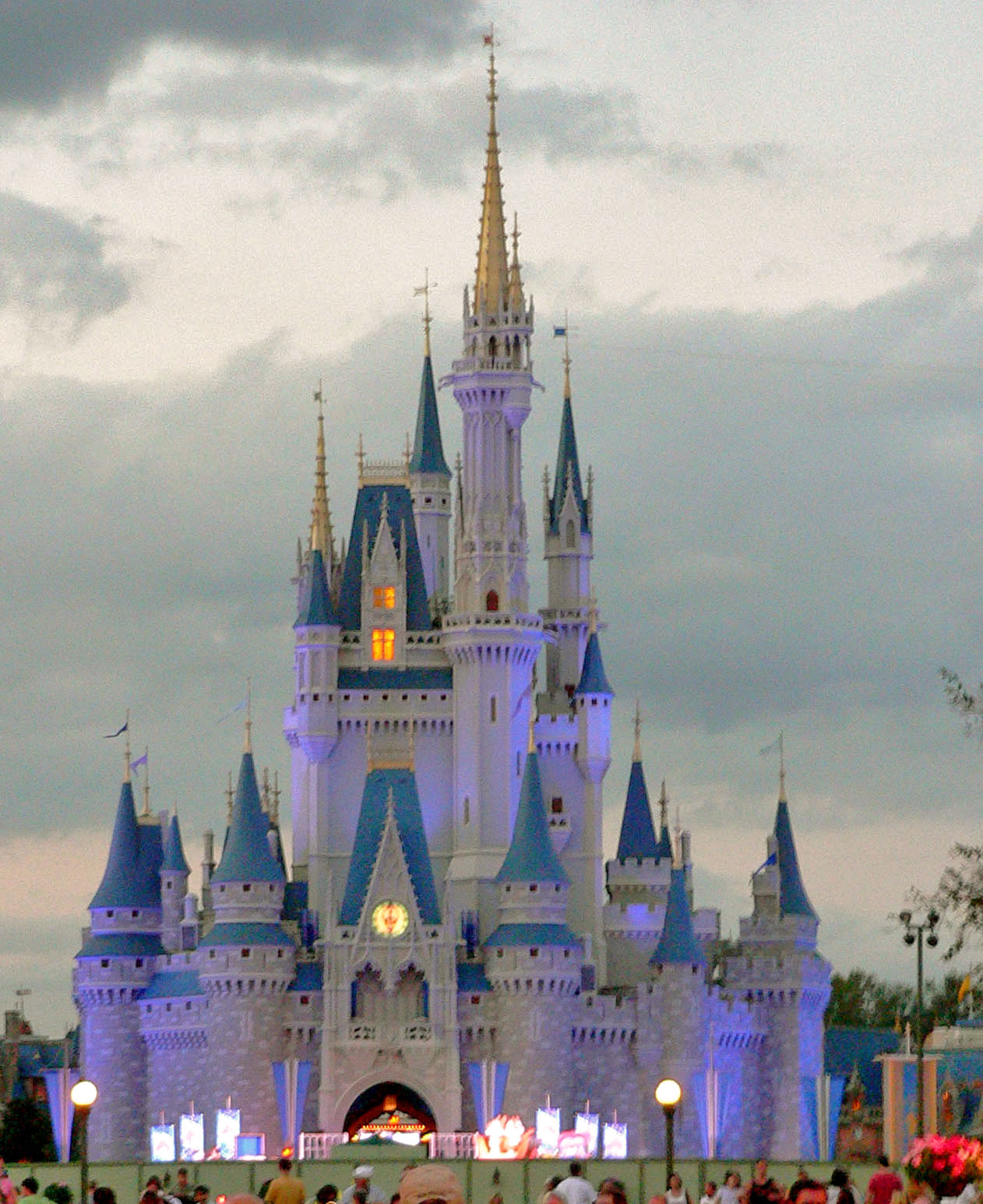
El castillo de la Cenicienta, ícono de Magic Kingdom.

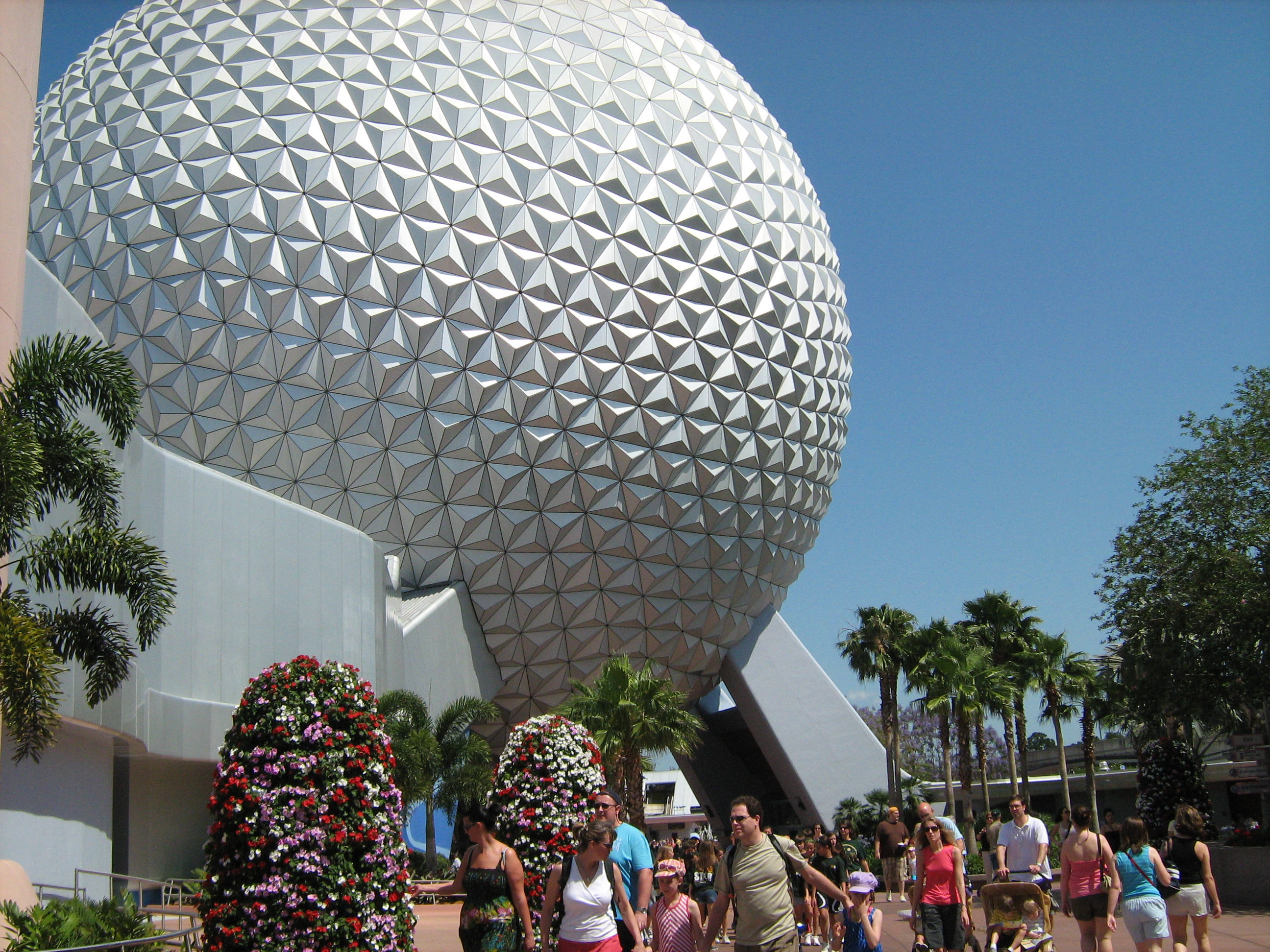
Spaceship Earth, ícono de Epcot.

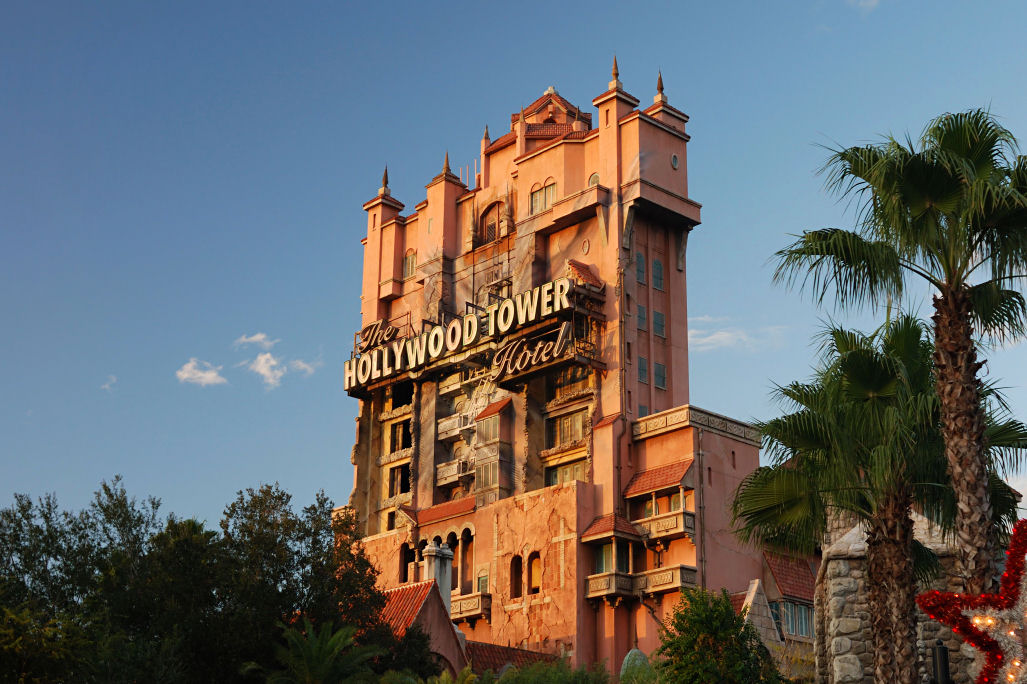
Twilight Zone Tower of Terror, el ícono del Hollywood Studios desde 2015.

En 1959, Walt Disney Productions empezó a buscar terrenos para un segundo parque para complementar a Disneyland, que había abierto sus puertas en California en 1955. Los estudios de mercado revelaron que solo el 5% de los visitantes de Disneyland llegaba desde el este del río Misisipi, donde vivía el 75% de la población de los Estados Unidos. Además, a Walt Disney no le gustaban las empresas que habían surgido en torno a Disneyland y quería el control de un área mucho más grande de terreno para el nuevo proyecto.
En noviembre de 1963, Walt Disney sobrevoló el lugar donde se construiría Walt Disney World, en Orlando, Florida USA. Al ver la bien desarrollada red de carreteras, incluyendo la planeada Interestatal 4 y la carretera de peaje «Florida's Turnpike», con la McCoy Air Force Base (más tarde Aeropuerto Internacional de Orlando) hacia el este, Disney seleccionó un lugar céntrico, cerca de Bay Lake. Para evitar la especulación del terreno, Disney usó varias empresas ficticias para adquirir 27 443 acres (11 106 ha) de tierra. En mayo de 1965, algunas de estas transacciones de tierras más importantes se registraron al suroeste a pocos kilómetros de Orlando, en el condado de Osceola. Además, se vendieron dos grandes áreas por un total de 1,5 millones de dólares, y pequeñas extensiones de llanuras y pastizales para ganado fueron compradas por compañías tales como el Desarrollo de América Latina y la Corporación de Gestión y Reedy Creek Ranch Corporation (algunos de estos nombres se han inmortalizado en una ventana por encima de Main Street U.S.A. en Magic Kingdom). Aparte de las tres parcelas de grandes extensiones de tierra fueron muchas las parcelas más pequeñas, a las que se refiere como «outs».
Gran parte de la tierra que había sido adquirida se planificó en lotes de cinco acres (2 hectáreas) en 1912 por la Compañía de Tierras Munger y fue vendida a los inversores. En la mayoría de los casos, los propietarios estaban contentos de deshacerse de la tierra, que era en su mayor parte pantano. Otra cuestión eran los derechos mineros sobre la tierra, propiedad de la Universidad de Tufts. Sin la transferencia de estos derechos, Tufts podría visitar la zona en cualquier momento y exigir la salida de los edificios para obtener minerales. El equipo de Disney finalmente negoció un acuerdo con Tufts para comprar los derechos mineros por 15 000 USD.
Después de que la mayor parte de la tierra había sido comprada, la verdad acerca de los dueños de la propiedad se filtró al periódico Orlando Sentinel el 20 de octubre de 1965, por lo que se organizó una conferencia de prensa para el 15 de noviembre. En la presentación, Walt Disney explicó los planes para el sitio, incluyendo EPCOT (Experimental Prototype Community of Tomorrow [Comunidad prototipo experimental del mañana]), que iba a ser una ciudad planificada futurista (y que también era conocida como la Ciudad de Progreso). Disney planeaba que Epcot fuese una ciudad real en lugar de un parque temático.
Walt Disney murió de cáncer de pulmón el 15 de diciembre de 1966, antes de que su visión se hiciera realidad. Su hermano y socio, Roy O. Disney, pospuso su jubilación para supervisar la construcción de la primera fase del complejo.
El 2 de febrero de 1967, Roy O. Disney celebró una conferencia de prensa en los Teatros Park en Winter Park, Florida. Durante la conferencia, se proyectó la última película filmada por Walt Disney, en la que detallaba su plan para la construcción de Epcot. Después de la película, se explicó que para que Walt Disney World y EPCOT tuvieran éxito, tendría que formarse un distrito especial: Reedy Creek Improvement District, con dos ciudades dentro de ella, la ciudad de Bay Lake y la ciudad de Reedy Creek. Además de las facultades normales de una ciudad incorporada, que incluyen la emisión de bonos libres de impuestos, el distrito tendría inmunidad frente a cualquier cambio actual o futuro de las leyes del condado o del estado de uso de la tierra. Las únicas áreas donde el distrito tuvo que someterse a la ley del condado y el Estado sería en los impuestos a la propiedad y las inspecciones de atracciones, ascensores, comida y desechos tóxicos. Las inspecciones de agua, saneamiento, flora y fauna quedarían a cargo de la compañía Disney.
La legislación que forma el distrito y las dos ciudades fue firmada en ley por el gobernador de Florida, Claude R. Kirk Jr., el 12 de mayo de 1967. La Suprema Corte de Florida dictaminó luego en 1968 que el distrito podría emitir bonos exentos de impuestos para proyectos públicos en el distrito, a pesar de ser el único beneficiario Walt Disney Productions.
El distrito pronto comenzó la construcción de canales de drenaje, mientras que la empresa Disneyland se encargó del desarrollo de las carreteras, del parque Magic Kingdom y de los hoteles Disney's Contemporary Resort, Disney's Polynesian Resort, Disney's Grand Floridian Resort & Spa y Disney's Fort Wilderness Resort & Campground. Las construcciones se completaron a tiempo para la apertura del parque, el 1 de octubre de 1971. Los campos de golf Palm y Magnolia, cerca de Magic Kingdom, se habían abierto un par de semanas antes. 
En la apertura del parque, Roy O. Disney dedicó la propiedad a su hermano y declaró que sería conocida como «Walt Disney World» en su honor: «Todo el mundo ha oído hablar de los coches Ford, pero ¿Han oído hablar de Henry Ford, quien lo empezó todo? Walt Disney World va por la memoria del hombre que lo empezó todo, para que la gente sepa su nombre, siempre y cuando Walt Disney World esté aquí».
Sin embargo, gran parte de los planes de Walt Disney para la Ciudad del Progreso (Progress City) fueron abandonados después de su muerte. La directiva de la empresa Disneyland decidió que no quería estar en el negocio del funcionamiento de una ciudad. El concepto EPCOT se convirtió en EPCOT Center, el segundo parque temático de Walt Disney World, que abrió sus puertas en 1982. Si bien todavía emulaba la idea original de Walt Disney de mostrar la nueva tecnología, el parque se asemejaba más a una feria mundial que a una «comunidad del mañana». En 1996, el parque sería renombrado como «Epcot». Algunos de los conceptos de planificación urbana que surgieron a partir de la idea original de EPCOT se integrarían más tarde en la comunidad de Celebration.
En 1989, se añadió el tercer parque, inspirado en el espectáculo, Disney-MGM Studios, cuyo nombre fue cambiado a Disney's Hollywood Studios en 2008. 
El cuarto parque temático fue Animal Kingdom, que abrió sus puertas en 1998, cuya meta es educar sobre los animales y la naturaleza.
Meg Crofton fue nombrada presidenta del resort en agosto de 2006, en sustitución de Al Weiss, quien había supervisado el lugar desde el año 1994.
El 1 de octubre de 2021, Walt Disney World inició la celebración de su 50.º aniversario, que duró 18 meses consecutivos y finalizó el 31 de marzo de 2023.

## Localización y propiedades
Pese a la creencia generalizada, el complejo no es parte de la ciudad de Orlando, sino que está ubicado entre el suroeste del Condado de Orange y el Condado de Osceola al sur. La propiedad pertenece en su totalidad a Walt Disney World Resort y funciona como un terreno autónomo.
Los terrenos donde se encuentra ubicado el complejo son parte de un área especial conocida como Reedy Creek Improvement District, lo que le permite a la compañía Disney tener un control casi total en la administración del área.
Adicionalmente, en el complejo se encuentran veintiocho hoteles y resorts de propiedad de Walt Disney Parks Company y seis hoteles de otras compañías.

## Instalaciones

### Parques temáticos
- Magic Kingdom, inaugurado el 1 de octubre de 1971
- Epcot, inaugurado el 1 de octubre de 1982
- Disney's Hollywood Studios, inaugurado el 1 de mayo de 1989
- Disney's Animal Kingdom, inaugurado el 22 de abril de 1998

### Parques acuáticos
- Disney's Typhoon Lagoon, inaugurado el 1 de junio de 1989
- Disney's Blizzard Beach, inaugurado el 1 de abril de 1995

### Centros comerciales
- Disney Springs, inaugurado el 22 de marzo de 1975
- Disney's BoardWalk, inaugurado el 1 de julio de 1996

### Deportivos
- Walt Disney World Speedway, inaugurado el 28 de noviembre de 1995 y cerrado el 9 de agosto de 2015, que albergaba la atracción de «Richard Petty Driving Experience».
- Disney's ESPN Wide World of Sports Complex, inaugurado el 28 de marzo de 1997.

### Eventos sociales
- Disney's Wedding Pavilion, inaugurado el 15 de julio de 1995

## Resorts
De los treinta y tres resorts y hoteles de la propiedad de Walt Disney World Resort, veinticuatro son propiedad y operados por Walt Disney Parks and Resorts. Están clasificados en cinco categorías: de lujo (Deluxe), Moderado (Moderate), Económico (Value), Disney Vacation Club Villas y cabañas y zonas de acampar, y están localizados en una de las cinco áreas del resort: área de Disney's Magical Kingdom, área de Epcot, Disney's Hollywood Studios, Disney's Animal Kingdom o Disney Springs.

### Resorts dentro de Disney
| Nombre                                      | Fecha de inauguración   | Tema                                         | Número de habitaciones                           | Área                          |
| Resorts de lujo                             |                         |                                              |                                                  |                               |
| Disney's Animal Kingdom Lodge               | 16 de abril de 2001     | Preservación de la vida salvaje africana     | 1307                                             | Animal Kingdom                |
| Disney's Beach Club Resort                  | 19 de noviembre de 1990 | Atlántico Medio Estadounidense               | 576                                              | Epcot                         |
| Disney's BoardWalk Inn                      | 1 de julio de 1996      | Principio del siglo XX en Century Ocean City | 378                                              | Epcot                         |
| Disney's Contemporary Resort                | 1 de octubre de 1971    | Modernidad                                   | 655                                              | Magic Kingdom                 |
| Disney's Grand Floridian Resort             | 1 de julio de 1988      | Playa Victoria resort                        | 867                                              | Magic Kingdom                 |
| Disney's Polynesian Resort                  | 1 de octubre de 1971    | Mar del Sur                                  | 847                                              | Magic Kingdom                 |
| Disney's Wilderness Lodge                   | 28 de mayo de 1994      | Noroeste del Pacífico                        | 729                                              | Magic Kingdom                 |
| Disney's Yacht Club Resort                  | 5 de noviembre de 1990  | Martha's Vineyard Resort                     | 621                                              | Epcot                         |
| Resorts moderados                           |                         |                                              |                                                  |                               |
| Disney's Caribbean Beach Resort             | 1 de octubre de 1988    | Islas tropicales                             | 2112                                             | Epcot                         |
| Disney's Coronado Springs Resort            | 1 de agosto de 1997     | México colonial                              | 1915                                             | Animal Kingdom                |
| Disney's Port Orleans Resort French Quarter | 17 de mayo de 1991      | New Orleans French Quarter                   | 1008                                             | Disney Springs                |
| Disney's Port Orleans Resort Riverside      | 2 de febrero de 1992    | Antebellum South                             | 2048                                             | Disney Springs                |
| Resorts económicos                          |                         |                                              |                                                  |                               |
| Disney's All-Star Movies Resort             | 15 de enero de 1999     | Películas Disney                             | 1920                                             | Animal Kingdom                |
| Disney's All-Star Music Resort              | 22 de noviembre de 1994 | Música                                       | 1604                                             | Animal Kingdom                |
| Disney's All-Star Sports Resort             | 24 de abril de 1994     | Deportes                                     | 1920                                             | Animal Kingdom                |
| Disney's Art of Animation Resort            | 31 de mayo de 2012      | Personajes Disney Disney                     | 864                                              | Disney's Hollywood Studios    |
| Disney's Pop Century Resort                 | 14 de diciembre de 2003 | Cultura pop estadounidense del siglo XX      | 2880                                             | Disney's Hollywood Studios    |
| Cabañas y Zonas de acampada                 |                         |                                              |                                                  |                               |
| Disney's Fort Wildrness Resort              | 19 de noviembre de 1971 | Campamento rústico                           | 800 sitios de acampada 409 cabañas               | Magic Kingdom                 |
| Disney Vacation Club                        |                         |                                              |                                                  |                               |
| Disney's Old Key West Resort                | 20 de diciembre de 1991 | Principios del siglo XX en Key West          | 761                                              | Disney Springs                |
| Disney's BoardWalk Villas                   | 1 de julio de 1996      | Principios del siglo XX en Atlantic City     | 583                                              | Epcot Resort Area             |
| The Villas at Disney's Wilderness Lodge     | Junio de 1998           | Noroeste del pacífico                        | 136                                              | Magic Kingdom                 |
| Disney's Beach Club Villas                  | 1 de julio de 2002      | Newport resort                               | 282                                              | Epcot                         |
| Disney's Saratoga Springs Resort            | 17 de mayo de 2004      | 1880s Norte de Nueva York                    | 1260                                             | Disney Springs                |
| Disney's Animal Kingdom Villas              | 15 de agosto de 2007    | Safari en África                             | 458                                              | Animal Kingdom                |
| Bay Lake Tower                              | 4 de agosto de 2009     | Modernidad                                   | 428                                              | Magic Kingdom                 |
| Áreas residenciales                         |                         |                                              |                                                  |                               |
| Golden Oak at Walt Disney World Resort      | Otoño 2011              | Renacimiento español                         | 450                                              | Magic Kingdom                 |
| Resorts de playa                            |                         |                                              |                                                  |                               |
| Disney's Vero Beach Resort                  | 1 de octubre de 1995    | Vieja Florida                                | 211                                              | Vero Beach, Florida           |
| Disney's Hilton Head Island Resort          | 1 de marzo de 1996      | Sur de Carolina Lowcountry                   | 123                                              | Hilton Head, Carolina del Sur |
| Aulani, A Disney Resort & Spa               | 29 de agosto de 2011    | Hawái                                        | 359 habitación de hotel 460 vacation club villas | Kapolei, Hawái                |

### Hoteles no-Disney dentro del área
| Nombre                                      | Fecha de inauguración   | Tema                   | Número de habitaciones | Dueño                                 | Área            |
| Best Western Lake Buena Vista Resort Hotel  | 21 de noviembre de 1972 | Ninguno                | 325                    | Best Western                          | Downtown Disney |
| Doubletree Guest Suite Resort               | 15 de marzo de 1987     | Ninguno                | 229                    | Hilton Hotels Corporation             | Downtown Disney |
| Wyndham Lake Buena Vista                    | 15 de octubre de 1972   | Ninguno                | 626                    | Wyndham Hotels & Resorts              | Downtown Disney |
| Hilton Walt Disney World                    | 23 de noviembre de 1983 | Ninguno                | 787                    | Hilton Hotels Corporation             | Downtown Disney |
| Holiday Inn in the Walt Disney World Resort | 8 de febrero de 1973    | Ninguno                | 323                    | InterContinental Hotels Group         | Downtown Disney |
| Royal Plaza Hotel                           | 1 de octubre de 1972    | Ninguno                | 394                    | N/D                                   | Downtown Disney |
| Buena Vista Palace Resort & Spa             | 10 de marzo de 1983     | Ninguno                | 1014                   | Blackstone Group                      | Downtown Disney |
| Shades of Green                             | 1 de febrero de 1994    | Country Club exclusivo | 586                    | United States Department of Defense   | Magic Kingdom   |
| Walt Disney World Dolphin                   | 1 de junio de 1990      | Bajo el agua           | 1509                   | Starwood Hotels and Resorts Worldwide | Epcot           |
| Walt Disney World Swan                      | 13 de enero de 1990     | Bajo el agua           | 756                    | Starwood Hotels and Resorts Worldwide | Epcot           |

## Asistencia
El estudio de asistencia a parques de diversiones AECOM de junio de 2011 registró lo siguiente:
- Disney's Magic Kingdom, 16,97 millones de visitas (n.º 1 a nivel mundial)
- Epcot, 10,83 millones de visitas (n.º 5)
- Disney's Hollywood Studios, 9,87 millones de visitas (n.º 7)
- Disney's Animal Kingdom, 9,60 millones de visitas (n.º 8)

## Transporte

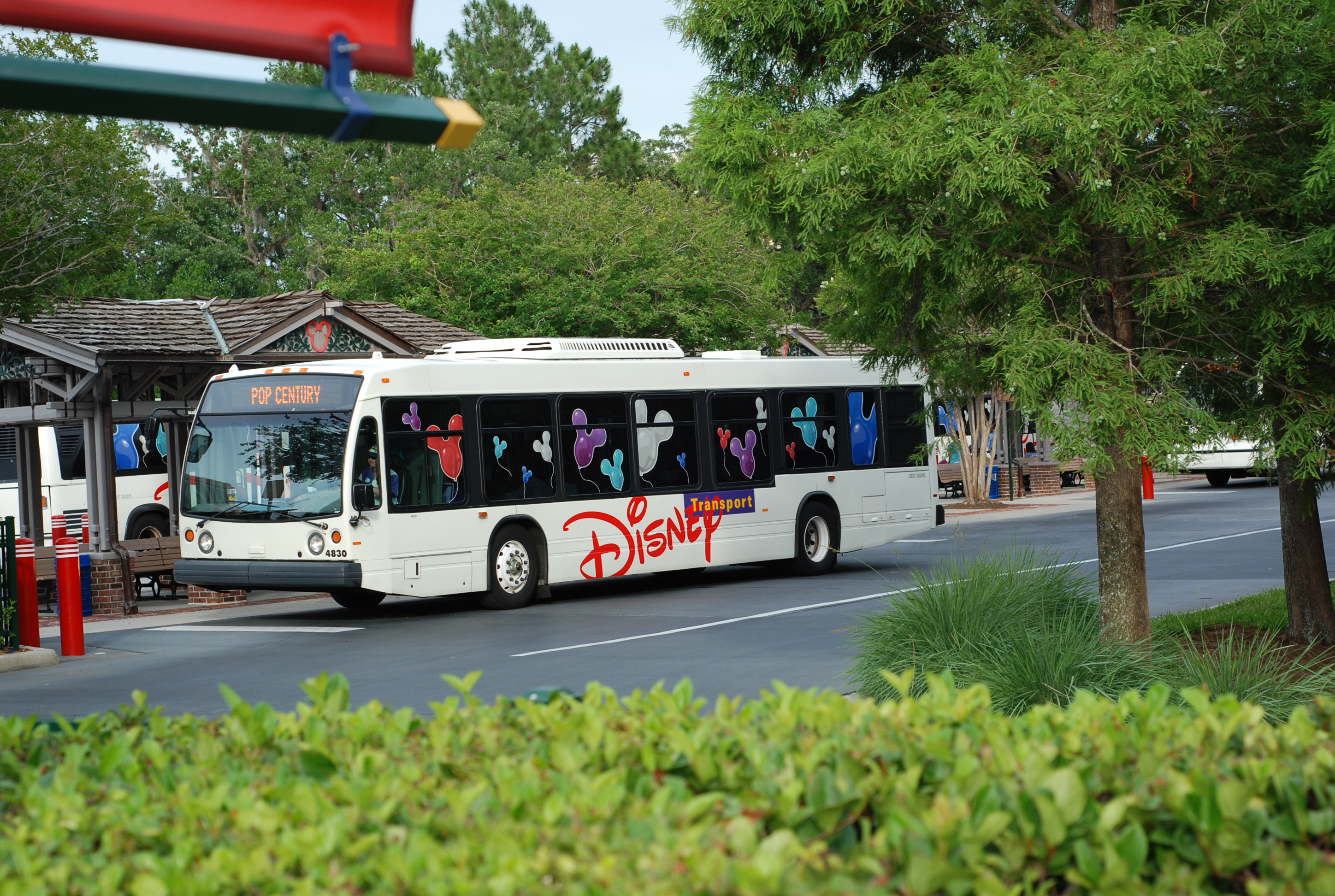
Bus de Disney, uno de los muchos transportes en Disney's Pop Century Resort, Walt Disney World Resort.

Una flota de buses operados por Disneyland en materia de propiedad, marca Disney Transport, está disponible para los huéspedes sin cargo. En 2007, Disney Transport inició una actualización de servicios de buses para los huéspedes. Los sistemas de control de SatellGPS, nuevos sistemas de altavoces en los autobuses dan la información de seguridad y consejos de los parques y otros anuncios generales, con música. Estos no deben ser confundidos con la Disney's Cruise Line y los autobuses Disneyland, Disney's Magical Express, de Disneyland, que son operadas por Transportes Mears. Hay barcos de taxi vinculados a algunas localidades. Walt Disney World Monorail System también ofrece servicio de transporte en el Walt Disney World.
Anteriormente había 12 monorraíles operativos aunque una colisión en julio de 2009 significó que los monorraíles de color rosa y púrpura fueran puestos fuera de servicio. Partes de los monorraíles de color rosa y púrpura se utilizaron para crear un nuevo monorraíl de color verdoso, que se puso en funcionamiento en noviembre de 2009, llevando el número total de monorraíles a 11. Ellos operan en tres rutas que se interconectan en el Centro de Transporte y Venta de entradas (TTC), Epcot, junto al estacionamiento de Magic Kingdom. Una línea proporciona un expreso sin paradas desde el enlace de TTC en Magic Kingdom, mientras que una segunda línea proporciona un enlace desde el TTC a Epcot. Los enlaces de tercera línea del TTC y Epcot, Magic Kingdom de Florida a los complejos contemporáneas, Polinesia y Grand.
Las carreteras principales dentro de la localidad, a World Drive, Osceola Parkway y Epcot Center Drive, tienen segmentos que se construyen como autopistas con cruces a distinto nivel completos. World Drive entra en Walt Disney World Ruta 192 de EE. UU. y se dirige al norte de la zona del complejo Magic Kingdom. Osceola Parkway se dirige al este de la zona de Disneyland, Animal Kingdom Resort de la Interestatal 4. Epcot Center Drive es una autopista sin peaje durante la mayor parte de su recorrido, que va de este a partir de World Drive, más allá de la estacionamiento de Epcot a la Interestatal 4. Buena Vista Drive es una calle de mayor superficie, que va de este a la zona de Disneyland, Animal Kingdom Resort de Disney's Hollywood Studios de Disneyland, Disney Epcot Resort, Disneyland, área de Epcot y Downtown Disney.

## Nombre y logo
Durante las etapas iniciales de planificación del complejo, Walt Disney se refirió al proyecto como Proyecto X, El Proyecto Florida, Disney World, y el mundo de Disney. Los primeras referencias visuales utilizaron el mismo tipo de letra medieval como Disneyland, Ltd. Walt Disney estaba muy involucrado en la selección y planificación de proyectos en los años anteriores a su muerte. Los nombres secretos fueron elegidos debido a la alta confidencialidad del proyecto durante la planificación inicial. Después de la muerte de Walt Disney, Roy O. Disney añadió el nombre de Walt Disney World como un homenaje permanente a su hermano.
El logotipo original del complejo tenía una «D» de gran tamaño con un Mickey Mouse con forma de globo que contiene líneas de latitud y longitud, con el nombre de la propiedad se presenta en la tipología de letra «modern sans-serif». Por tanto la tipología de Walt Disney World Resort se retiró a su fuente original y el símbolo durante la celebración de su 25 aniversario en 1996-97. El viejo símbolo «D» todavía se puede encontrar en muchos lugares del complejo, por ejemplo en la atracción SpectroMagic, el coche delantero de cada uno de los monorraíles, tapas de registro, placas geodésicas y estandartes con banderas en varios sitios a través de la propiedad.

## Servicios en los parques Disney
- Disney's Lightning Lane: Este servicio (utilizado solo en los 4 parques temáticos) permite recortar el tiempo de espera en las atracciones más frecuentes que así lo señalen. Este se paga aparte de la admisión al parque temático.
- Ears to the World, Disney's Show Translator: Es un dispositivo inalámbrico que le permite a los extranjeros escuchar en su propio idioma las narraciones de algunas de sus atracciones favoritas que se permitan. Los dispositivos están disponibles en español, alemán, francés, japonés y portugués. Se pueden obtener en Guest Relations. No tiene coste adicional, sin embargo, se requiere dejar un depósito.

## Cronología
| 1965 | Walt Disney anuncia el proyecto Florida anuncia el proyecto                                                                                              |
| 1967 | Comienza la construcción |
| 1971 | Magic Kingdom Disney Palm and Magnolia Golf Courses Disney's Contemporary Resort Disney's Polynesian Resort Disney's Fort Wilderness Resort & Campground |
| 1972 | Disney's Village Resort |
| 1973 | Disney The Golf Resort |
| 1974 | Discovery Island |
| 1975 | Disney's Village Resort Walt Disney Village Marketplace Downntown Disney                                                                                 |
| 1976 | Disney's Riverside Country |
| 1980 | Walt Disney World Conference Center Disney's Village Resort Disney Club Lake Villas                                                                      |
| 1982 | Epcot |
| 1986 | The Disney Inn |
| 1988 | Disney's Grand Floridian Resort Disney's Grand Floridian Resort & Spa Disney's Caribbean Beach Resort Disney's & Spa                                     |
| 1989 | Disney's Hollywood Studios (originalmente Disney-MGM Studios) Disney's Typhoon Lagoon Pleasure Island                                                    |
| 1990 | Disney's Kids Yacht Club Beach Club Disney Resorts Walt Disney World Swan Walt Disney World Dolphin                                                      |
| 1991 | Disney's Port Orleans Resort French Quarter Disney Vacation Club Disney's Old Key West Resort                                                            |
| 1992 | Disney's Port Orleans Resort Riverside Disney Bonnet Creek Golf Club                                                                                     |
| 1993 | Disney's Magic Kingdom |
| 1994 | Disney's All-Star Sports Resort Disney's Wilderness Lodge Disney's Port Orleans Resort Side Shades of Green                                              |
| 1995 | Disney's All-Star Music Resort Disney's Blizzard Beach Disney's Fairy Tale Wedding Pavilion Walt Disney World Speedway                                   |
| 1996 | Disney Institute Disney's BoardWalk Inn y BoardWalk Villas                                                                                               |
| 1997 | Disney's Coronado Springs Resort Disney's Wide World of Sports Complex Downtown Disney West Side                                                         |
| 1998 | Disney's Animal Kingdom DisneyQuest |
| 1999 | Disney's All-Star Movies Resort |
| 2000 | The Villas at Disney's Wilderness Lodge |
| 2001 | Disney's Animal Kingdom Lodge Disney's Firework |
| 2002 | Disney's Beach Club Villas Disney's Beach |
| 2003 | Disney's Pop Century Resort DisneyQuest |
| 2004 | Disney's Saratoga Springs Resort & Spa |
| 2005 | Kids |
| 2006 | Spa |
| 2007 | Disney's Animal Kingdom Villas |
| 2008 | Epcot |
| 2009 | Bay Lake Tower at Disney's Contemporary Resort Disney's Saratoga Springs Resort Treehouse Villas                                                         |
| 2010 | Kids |
| 2011 | Golden Oak at Walt Disney World Resort |
| 2012 | Disney's Art of Animation Resort |